# Elnökkisasszony
Az Elnökkisasszony 1935-ös fekete-fehér, romantikus magyar vígjáték Muráti Lili és Jávor Pál főszereplésével.

## Cselekménye
Török István (Jávor Pál) mérnök évek óta nem talál munkát Budapesten, csak az igazgatók előszobájáig jut el.
Várkonyi Zsuzsa (Muráti Lili), a Várkonyi Textilművek frissen kinevezett, szép és fiatal elnökének kezét megkéri Kollár vezérigazgató, aki korábban a lány személyes mentora volt. A lány nem akarja megbántani a nála jóval idősebb férfit, ezért azzal az ürüggyel utasítja el az ajánlatát, hogy már mást szeret. Barátnőjével egy kis dunai evezés után megbeszéli a dolgot. Ugyanott köt ki azonban Török István a barátjával, és véletlenül kihallgatják a nők beszélgetését. Kölcsönös ugratás során (egyik pár sem látja a másikat a bokrok mögött) ételmaradékot és egyebeket dobálnak át egymáshoz, köztük egy Török Istvánról szóló újságcikket, ahol a mérnök textilipari találmányáról tesznek említést.
Zsuzsa az igazgató unszolására, hogy kit szeret, zavarában a „Török István” nevet adja meg. A vezérigazgató megkeresteti a fiatalembert Vas Ödön cégvezetővel (aki hirdetést ad fel, amire egy csomó férfi jelentkezik, de az igazi Török István nincs köztük). Török István végre bejut a vezérigazgatóhoz, aki a neve alapján azt hiszi, hogy Zsuzsa vőlegényéről van szó, és alkalmazza a gyárban, mert tetszik neki a mérnök találmánya.
Zsuzsának kínos a helyzet, ezért közli a fiatalemberrel, hogy lépjen ki a cégtől, de ő erre nem hajlandó, dolgozni szeretne. Török István szorgalmasan tevékenykedik, de Zsuzsa mindig kitalál valamit, amivel bosszanthatja a férfit, aki játéknak fogja fel a dolgot. Egyszer azonban, amikor a lány eltöri a gépet, megelégeli a dolgot, és beolvas neki, majd szájon csókolja a nőt.
Török István barátja sok külföldi gyárnak ír levelet Török találmányáról, amikre válaszképpen megjelenik egy bizonyos Mr. White az USA-ból (aki emigráns magyar, és törve beszél magyarul). Török István távollétében Mr. White közli a baráttal, hogy leutazik Siófokra, ahol várni fogja Török Istvánt és szándékában áll megvásárolni a találmányt.
A mérnöknek elege lesz a durva viccekből, és leutazik Siófokra tárgyalni. Zsuzsa rájön, hogy szereti a férfit és nem akarja, hogy elmenjen, ezért utána utazik Siófokra.
Zsuzsa rengeteg pénzt veszít a játékasztalnál. Török elvonszolja onnan a nőt, és átadja neki a saját szobáját, ő pedig a Balaton partján egy padon alszik, ahol másnap reggel Mr. White ébreszti, és magával viszi a vitorlásán, hogy ott aláírják a szerződést. Ez majdnem megtörténik, de Zsuzsa is feltűnik egy másik vitorláson, beugrik a vízbe, majd úgy tesz, mintha fuldokolna, ezért a mérnök utána ugrik kimenteni.

## Szereplők
- Muráti Lili – Várkonyi Zsuzsa, a Várkonyi Textilművek elnöke
- Jávor Pál – Török István, mérnök
- Gombaszögi Ella – Berta kisasszony
- Kabos Gyula – Vas Ödön, cégvezető
- Törzs Jenő – Kollár vezérigazgató
- Nádai Márta – Kató, Zsuzsa barátnője
- Pethes Sándor – Gáldy Péter, Török István barátja, szobatársa
- Pártos Gusztáv – Mr. White, amerikai gyáros, emigráns magyar
- Ihász Lajos – Török István, illatszer ügynök
- Sárosy Andor – Gonda Károly tanácsos (mint Sárossy Andor)
- Baló Elemér – Pincér a kaszinóban

- További szereplők: Peti Sándor, Rónai Géza, Bókai Ferenc, Fehér Aladár, Puskás Ferenc, Rápolthy Anna